# COVAX
„Глобален достъп до ваксините COVID-19“, съкратено COVAX, е световна инициатива, насочена към равен достъп до ваксините срещу COVID-19.
Ръководи се от Gavi, Vaccine Alliance (преди това Global Alliance for Vaccines and Immunization, или GAVI), Коалицията за иновации в областта на готовността за епидемии (CEPI) и Световната здравна организация (СЗО). Той е сред 3-те стълба на Акселератора за достъп до инструменти COVID-19 – инициатива, започната през април 2020 г. от СЗО, Европейската комисия и правителството на Франция в отговор на пандемията COVID-19. COVAX координира международните ресурси, за да даде възможност на страните с ниски и средни доходи за равен достъп до тестове, терапии и ваксини COVID-19. До 15 юли 2020 г. към COVAX се присъединиха 165 държави – представляващи 60% от населението на човечеството. Въпреки това към 11 април 2021 г. COVAX не постига целта си, като е доставил 38,5 милиона дози, въпреки целта от 100 милиона дози до края на март.

## Кандидати за ваксина
Към 9 май 2021 г. СЗО одобри за спешна употреба ваксини на Pfizer-BioNTech, Moderna, Sinopharm BBIBP-CorV, Oxford-AstraZeneca и Johnson & Johnson. Тези ваксини могат да се разпространяват като част от COVAX.
Много от страните, които ще се възползват от COVAX, имат „ограничен регулаторен капацитет“ и зависят от разрешенията на СЗО. Към началото на 2021 г. СЗО разглежда 11 потенциални ваксини COVID-19 за своя списък за спешна употреба (EUL). Първата ваксина, която СЗО разреши за своя EUL на 31 декември 2020 г., беше ваксината COVID-19 на Pfizer-BioNTech – РНК ваксина, разработена от BioNTech в сътрудничество с американската компания Pfizer, продавана под търговската марка Comirnaty.
На 24 август 2020 г. СЗО заяви в съобщение за медиите, че COVAX има девет кандидати за ваксина, подкрепени от CEPI, и девет кандидати в процес на изпитване, което ѝ дава най-големия избор на ваксини COVID-19 в света. До декември 2020 г. COVAX е финализирала преговорите с други производители, които ѝ осигуряват достъп до два милиарда дози ваксини.

## Виж още
- Ваксина COVID-19
- Ваксина на Pfizer–BioNTech срещу COVID-19